# Venom/Spider-Man: Separation Anxiety
Venom/Spider-Man: Separation Anxiety é um jogo eletrônico do gênero beat 'em up de rolagem lateral lançado em 1995 pela Acclaim Entertainment para os consoles Mega Drive e Super Nintendo. Uma versão de PC também foi lançada posteriormente. É uma sequência de Maximum Carnage, cujo enredo mistura elementos de vários arcos das histórias em quadrinhos Lethal Protector e Separation Anxiety. O jogo recebeu críticas geralmente negativas em decorrência de sua repetitividade, ausência de originalidade e de cenas.

## Enredo
O enredo do jogo se passa algum tempo após os eventos de Maximum Carnage, misturando elementos de vários arcos das histórias em quadrinhos Lethal Protector e Separation Anxiety. Venom é capturado pela Fundação Vida, que retira dele cinco simbiontes. No entanto, ele consegue escapar de seu cativeiro e forma uma aliança incômoda com seu inimigo, Homem-Aranha, para deter os simbiontes que ameaçam sua existência.

## Jogabilidade
A jogabilidade de Separation Anxiety assemelha-se a de seu antecessor, com exceção dos movimentos de teias que são mais lentos e da execução do movimento especial. O jogo mantém as principais características do gênero beat 'em up: o jogador somente prossegue no estágio após derrotar todos os inimigos presentes na tela.
O jogador pode escolher entre Homem-Aranha e Venom, que possuem movimentos semelhantes. O controle é simples e a maior parte das lutas exige que o jogador pressiona repetidamente somente um botão. Os personagens podem erguer os inimigos do chão e jogá-los em direção de outros. Eles também podem segurar o oponente pela garganta e socá-lo repetidamente. O jogo apresenta uma habilidade de escalar paredes que pode ser usada para pular sobre inimigos ou alcançar power-ups. O jogador também pode usar os movimentos de teias para se protegerem de ataques do inimigos.
Uma das principais características do jogo, no entanto, é o sistema de senhas que o jogador recebe a cada três ou quatro níveis. Este sistema permite retornar ao mesmo ponto com três vidas.

## Repercussão
Separation Anxiety recebeu críticas geralmente negativas. Discorrendo sobre a versão de Mega Drive, a equipe de revisão da Electronic Gaming Monthly concordou unanimemente que o título "não era muito divertido" e apontou defeitos nas lutas repetitivas com os mesmos inimigos e no combate barato, com seu fluxo constante de acertos inevitáveis. Entretanto, a equipe considerou a capacidade de escolher entre Homem-Aranha e Venom como uma boa característica. Um crítico da Next Generation comentou que os gráficos, áudio e jogabilidade mantém o padrão de Maximum Carnage, mas que não havia nada de novo ou interessante para diferenciar o jogo de seu antecessor ou de outros jogos do gênero beat 'em up. Um contribuinte da GamePro concordou que os designs dos níveis são monótonos e que carecem de originalidade. Ele também foi um dos poucos críticos a encontrar falhas graves nos gráficos e no som: "os sprites carecem de detalhes, os bandidos têm rostos desbotados e os heróis parecem datados. O jogo merece música dinâmica, voz digitalizada e talvez alguns efeitos legais, mas carece de todos esses ingredientes-chave." Apesar disso, o contribuinte elogiou a ação apresentada no jogo e concluiu que vale a pena comprá-lo. Na mesma edição, Air Hendrix analisou a versão de Super Nintendo e a considerou superior devido aos gráficos mais coloridos e detalhados. Uma avaliação semelhante foi feita pela Next Generation, que também achou os gráficos da versão "relativamente bons", mas enfatizou a falta de originalidade do jogo.